# Mentha
- Commons
- Wikispecies

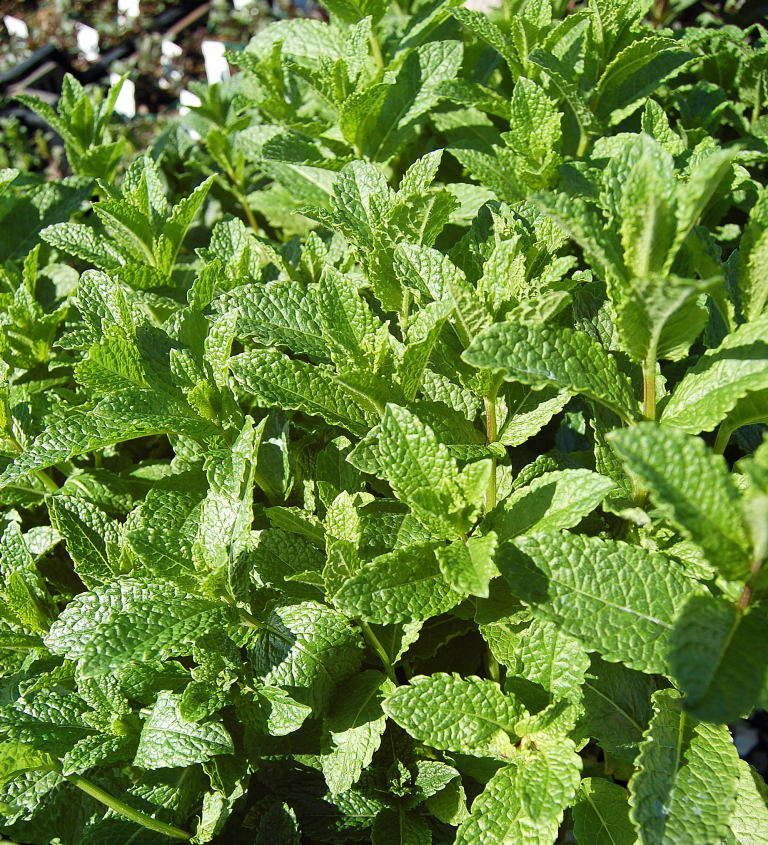
Mentha spicata (hortelã-verde).

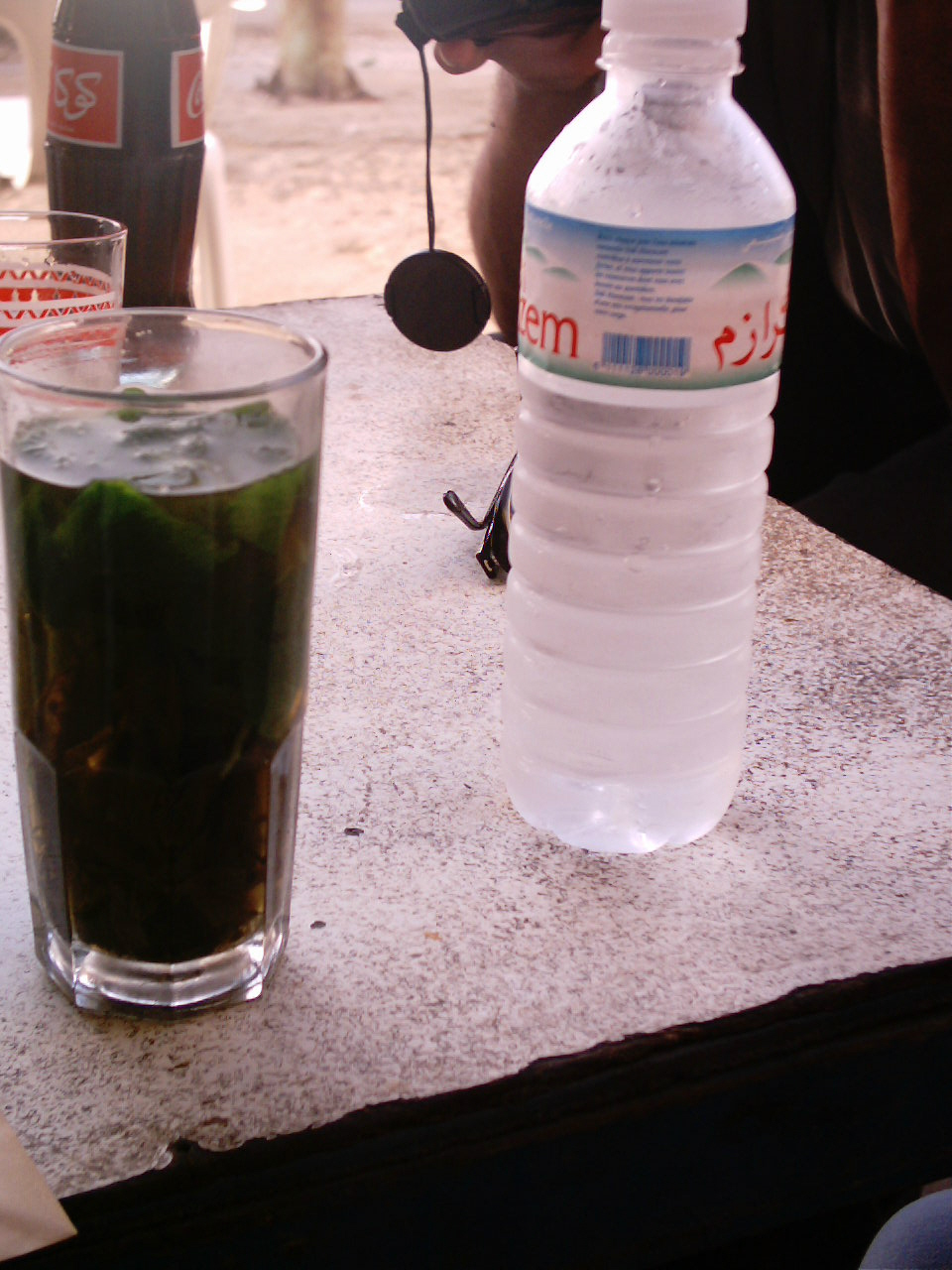
Chá de menta, em Arzila.

Mentha L. é um gênero botânico da família Lamiaceae, cujas espécies são popularmente chamadas mentas ou hortelãs.
As hortelãs ou mentas são plantas herbáceas vivazes, compreendendo numerosas espécies, das quais muitas são cultivadas em função de suas propriedades aromáticas, condimentares, ornamentais ou medicinais.
Em suas propriedades medicinais, é usada como antisséptico, aromática, digestivo, estomáquica e expectorante.

## Sinonímia
- Preslia Opi

## Espécies
- Mentha alopecuroides
- Mentha viridis

## Classificação do gênero
| Sistema | Classificação                        | Referência               |
| ------- | ------------------------------------ | ------------------------ |
| Linné   | Classe Didynamia, ordem Gymnospermia | Species plantarum (1753) |